# Герин, Максим Олегович
Максим Олегович Герин (рум. Maxim Gerin, род. 4 сентября 1984, Рыбница) — молдавский и российский футболист, полузащитник.

## Биография
Максим Герин родился 4 сентября 1984 года в городе Рыбница Молдавской ССР (сейчас в Приднестровье).
Играл в футбол на позиции полузащитника.
В сезоне-2002/03 дебютировал в чемпионате Молдавии в составе «Тирасполя», проведя 4 матча. В том же сезоне был игроком тираспольского «Шерифа-2», выступавшего уровнем ниже в дивизионе «А». В следующем сезоне также входил в заявку «Тирасполя», но не провёл за него ни одного матча, ограничившись 4 поединками в составе «Шерифа-2».
В сезоне-2004 провёл один матч в российской второй лиге за калужский «Локомотив».
В 2006 году вернулся в чемпионат Молдавии, выступал за «Искру-Сталь» из Рыбницы. Сезон-2006/07 стал для Герина самым успешным: он забил 5 мячей в 33 матчах Национальной дивизии. В следующем сезоне провёл 13 игр.
В 2008 году играл в российской ЛФЛ за «Текс» из Ивантеевки, провёл 26 матчей.
В сезоне-2008/09 вновь был игроком «Искры-Стали», но вышел на поле только раз.
В сезоне-2010 опять выступал в России, защищая во второй лиге цвета южно-сахалинского «Сахалина». Провёл 10 матчей.